# Congress of Racial Equality
Pour les articles homonymes, voir CORE.

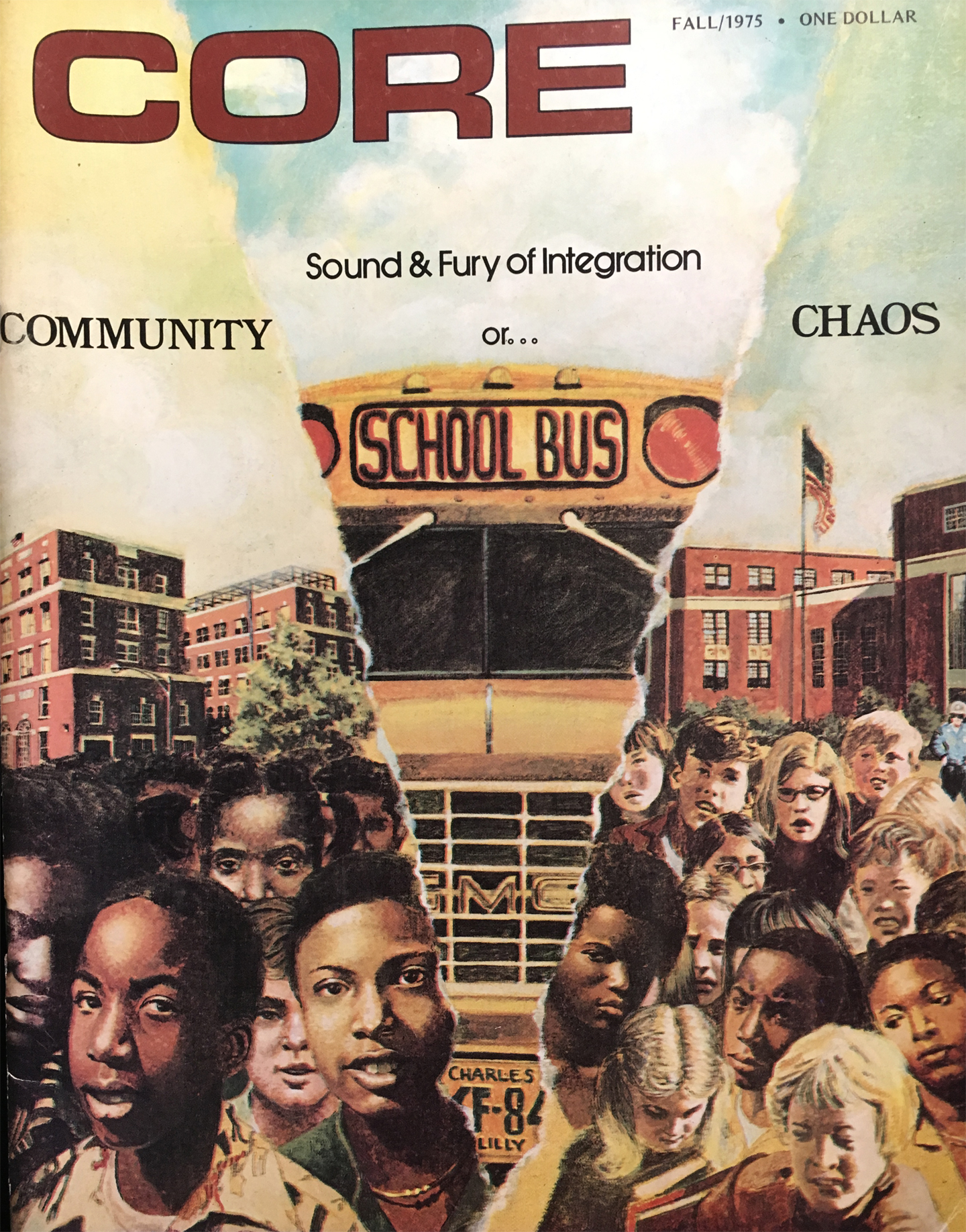

Le Congress of Racial Equality (littéralement « Rassemblement pour l'égalité des races ») ou CORE est une organisation américaine de lutte pour les droits civiques créée en 1942 à Chicago. Elle a joué un rôle majeur dans le mouvement afro-américain des droits civiques au XXe siècle. Le CORE est ouvert à « quiconque croit que tous les hommes naissent égaux », et a pour vocation de travailler dans l'optique d'une égalité réelle entre les hommes à travers le monde. L'action du CORE s'est principalement concentrée sur la lutte contre la ségrégation raciale institutionnalisée dans le Sud des États-Unis par les lois Jim Crow. Dans le Nord, elle a également participé à la lutte contre les discriminations dans les domaines de l'emploi et du logement,,,,.

## Pour approfondir

#### Essais
- (en-US) James Farmer (préf. Jacob Cohen), Freedom - When?, New York, Random House, 1966, 232 p. (LCCN 65018104, lire en ligne),
- (en-US) August Meier et Elliott Rudwick, Core : A Study in the Civil Rights Movement, 1942-1968, New York, Oxford University Press, USA (réimpr. 1975) (1re éd. 1973), 584 p. (ISBN 9780195016277, LCCN 72092294, lire en ligne),
- (en-US) Taylor Branch, Parting the Waters : America in the King Years, 1954-63, New York, Simon and Schuster, coll. « America in the King Years » (no 1), 1989, 1124 p. (ISBN 9780671687427, LCCN 97130525, lire en ligne),
- (en-US) Fred Powledge, Free at Last? : The Civil Rights Movement and the People Who Made It, New York, Harper Perennial, 1992, 756 p. (ISBN 9780060974633, LCCN 91055515, lire en ligne),
- (en-US) Brian Purnell, Fighting Jim Crow in the County of Kings : The Congress of Racial Equality in Brooklyn, coll. « Civil Rights and the Struggle for Black Equality in the Twentieth Century » (réimpr. 2015) (1re éd. 2013), 380 p. (ISBN 9780813141824, LCCN 2013001707, lire en ligne),

#### Articles
- (en-US) Marvin Rich, « The Congress of Racial Equality and Its Strategy », The Annals of the American Academy of Political and Social Science, vol. 357,‎ janvier 1965, p. 113-118 (6 pages) (lire en ligne ),
- (en-US) Craig Turnbull, « Please Make no Demonstration Tomorrow », Australasian Journal of American Studies, vol. 17, no 1,‎ juillet 1998, p. 22-41 (20 pages) (lire en ligne ),
- (en-US) Simon Wendt, « "Urge People Not to Carry Guns": Armed Self-Defense in the Louisiana Civil Rights Movement and the Radicalization of the Congress of Racial Equality », Louisiana History, vol. 45, no 3,‎ été 2004, p. 261-286 (26 pages) (lire en ligne ),
- (en-US) Gerald L. Smith, « Direct--Action Protests in the Upper South », The Register of the Kentucky Historical Society, vol. 109, nos 3/4,‎ été / automne 2011, p. 351-393 (43 pages) (lire en ligne ),
- (en-US) John A. Kirk, « "Please help us": The Fort Smith Congress of Racial Equality Chapter, 1962-1965 », The Arkansas Historical Quarterly, vol. 73, no 3,‎ automne 2014, p. 293-317 (25 pages) (lire en ligne ),
- (en-US) Victoria W. Wolcott, « Radical Nonviolence, Interracial Utopias, and the Congress of Racial Equality in the Early Civil Rights Movement », Journal of Civil and Human Rights, vol. 4, no 2,‎ hiver 2018, p. 31-61 (31 pages) (lire en ligne ),